# إدارة النشاط (المشي السريع)
إن إدارة النشاط هي تقنية لإدارة النشاط لإدارة حالة صحية طويلة الأمد أو إعاقة، بهدف تعظيم ما يمكن للشخص فعله مع تقليل، أو على الأقل السيطرة على، أي أعراض تقيد النشاط. يمكن للمرضى الذين يعانون من حالات متفاوتة تسبب التعب مثل التصلب المتعدد، والذئبة، والتهاب المفاصل الروماتويدي الاستفادة من التمارين مع تنظيم النشاط يستخدم تنظيم النشاط بشكل شائع للمساعدة في إدارة الحالات التي تسبب الألم المزمن أو التعب المزمن.:134

## أهداف تحديد السرعة
يهدف تنظيم النشاط البدني إلى إدارة الأعراض وتمكين الأشخاص الذين يعانون من حالات مزمنة تُحدّ من الطاقة من ممارسة أقصى نشاط ممكن، وذلك بتجنب دورة "الازدهار والركود" الشائعة بين الأشخاص الذين يتجاوزون قدراتهم الحالية المحدودة. يؤدي هذا غالبًا إلى إجبارهم على إيقاف أنشطتهم نتيجةً للألم أو التعب أو أعراض أخرى، ثم يحتاجون إلى قسط كبير من الراحة قبل استئناف نشاطهم. ثم تتكرر الدورة. أحد أهداف تنظيم النشاط البدني للأشخاص الذين يعانون من حالات تُحدّ من الطاقة هو منع أو الحد من الشعور بالضيق بعد المجهود (PEM) أو الانهيار، وذلك من خلال الحفاظ على الطاقة عن طريق الموازنة بين النشاط والراحة. الشعور بالضيق بعد المجهود هو استجابة غير نمطية للنشاط العقلي أو البدني، حيث تتفاقم أعراض حالة الألم المزمن أو المُحدّ من الطاقة في اليوم أو اليومين التاليين للإرهاق العقلي أو البدني، والذي قد يستمر لمدة تصل إلى أسبوع، وأحيانًا أكثر من أسبوع.

## عناصر تحديد السرعة
لا يوجد إجماع بشأن العناصر التي تشكل جزءًا من عملية تحديد السرعة.:135تتضمن عملية تنظيم السرعة عادةً ما يلي:
- التخطيط للأنشطة مسبقًا.
- أخذ فترات راحة منتظمة.
- اختيار الأنشطة بناءً على الطاقة المتاحة.
- تحديد أولويات الأنشطة.[6][7]

## الاستخدامات
تم استخدام تنظيم وتيرة الحركة للمساعدة في إدارة مجموعة واسعة من الأمراض والإعاقات المختلفة، بما في ذلك الأمراض العصبية العضلية مثل مرض شاركو ماري توث (CMT)، الأمراض الروماتويدية أو المناعية مثل التهاب المفاصل الروماتويدي، التهاب المفاصل عند الأطفال والألم العضلي الليفي، ME/CFS، متلازمة إهلرز دانلوس (EDS)، وكوفيد الطويل.

## طرق تحديد السرعة
يمكن إجراء تنظيم ضربات القلب باستخدام طرق طبيعية دون تدخلات وبروتوكولات علاجية، أو في بيئات علاجية أكثر سريرية، بما في ذلك ارتداء أجهزة تتبع مثل ساعات Apple وFitbits و MakeVisible، وغيرها من أجهزة تتبع الصحة المزودة بخاصية تتبع معدل ضربات القلب. يُعد تتبع معدل ضربات القلب أداة فعالة عند استخدامه في بروتوكول تنظيم ضربات القلب للكشف عن التغيرات في التوازن اللاإرادي لدى مرضى ME/CSF.
تتضمن التدخلات العلاجية للتحفيز استخدام أدوات مثل مقياس تقييم الجهد المتصور (RPE) أو مقياس CR-10. يمكن تعديل مقياس الجهد المتصور (RPE) لبعض الإعاقات أو الأمراض بما في ذلك ضيق التنفس يوجد عادةً نوعان من تدخلات التحفيز، وهما الحفاظ على الطاقة والتكييف. يعتمد نهج الحفاظ على الطاقة على إنشاء بنك أو مخزن للطاقة من خلال الحفاظ على الطاقة والمشاركة فقط في الأنشطة التي تقع ضمن حصة الطاقة للفترة الزمنية، بينما يهدف نهج التكييف إلى المشاركة في أنشطة متدرجة لبناء تحمل الطاقة وتقليل الإعاقة في النهاية.

## نتائج تحديد السرعة
لقد ثبت أن تنظيم وتيرة المشي يقلل من تفاقم الأعراض بعد بذل الجهد لدى الأشخاص المصابين بكوفيد طويل الأمد. في العديد من الحالات الصحية، لا توجد تجارب سريرية لتحديد فعالية تنظيم وتيرة المشي.:135